# Тувалу на літніх Олімпійських іграх 2016
Тувалу на літніх Олімпійських ігор 2016 було представлено 1 спортсменом Етімоні Тімуані в одному виду спорту: легкій атлетиці, який посів у третьому попередньому забігу на 100 метрів у чоловіків останнє сьоме місце.

## Легка атлетика
Легенда

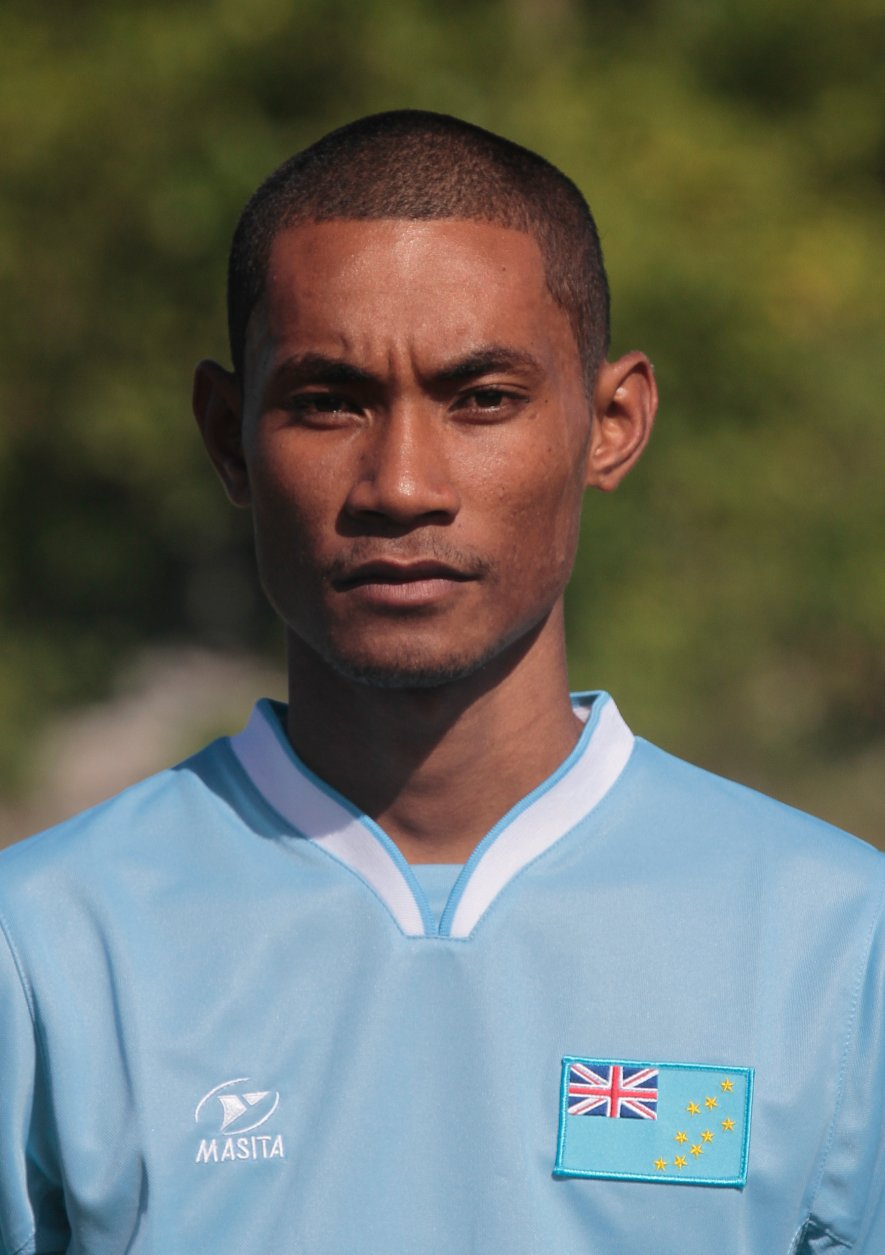
Етімоні Тімуані взяв участь у змаганнях з бігу на 100 м як єдиний змагун від Тувалу, і ця країна стала єдиною, яка відрядила на Олімпіаду одного змагуна.

- Note – для трекових дисциплін місце вказане лише для забігу, в якому взяв участь спортсмен
- Q = пройшов у наступне коло напряму
- q = пройшов у наступне коло за добором (для трекових дисциплін - найшвидші часи серед тих, хто не пройшов напряму; для технічних дисциплін - увійшов до визначеної кількості фіналістів за місцем якщо напряму пройшло менше спортсменів, ніж визначена кількість)
- NR = Національний рекорд
- N/A = Коло відсутнє у цій дисципліні
- Bye = спортсменові не потрібно змагатися у цьому колі

Трекові і шосейні дисципліни
| Спортсмен       | Дисципліна                   | Попередній забіг | Попередній забіг | Чвертьфінал     | Чвертьфінал     | Півфінал        | Півфінал        | Фінал           | Фінал           |
| Спортсмен       | Дисципліна                   | Час              | Місце            | Час             | Місце           | Час             | Місце           | Час             | Місце           |
| --------------- | ---------------------------- | ---------------- | ---------------- | --------------- | --------------- | --------------- | --------------- | --------------- | --------------- |
| Етімоні Тімуані | біг на 100 метрів (чоловіки) | 11.81            | 7                | Завершив виступ | Завершив виступ | Завершив виступ | Завершив виступ | Завершив виступ | Завершив виступ |